# Leichtathletik-Weltmeisterschaften der Behinderten 1994/Teilnehmer (Deutschland)
| stlisierte Goldmedaille | stlisierte Silbermedaille | stlisierte Bronzemedaille |
| ----------------------- | ------------------------- | ------------------------- |
| 22                      | 29                        | 24                        |

Für Deutschland nahmen 72 Athleten und Athletinnen (21 Frauen und 51 Männer) an den Leichtathletik-Weltmeisterschaften der Behinderten 1994 teil, die 75 Medaillen errangen.

## Ergebnisse

### Frauen
| Athletinnen                                                        | Wettbewerb                 | Vorlauf / Vorkampf | Vorlauf / Vorkampf | Halbfinale         | Halbfinale | Finale             | Finale |
| Athletinnen                                                        | Wettbewerb                 | Zeit / Weite       | Rang               | Zeit / Weite       | Rang       | Zeit / Weite       | Rang   |
| ------------------------------------------------------------------ | -------------------------- | ------------------ | ------------------ | ------------------ | ---------- | ------------------ | ------ |
| Annette Burger                                                     | 100 m T10                  | –                  | –                  | 14,72 s            | 8          | nicht qualifiziert | 8      |
| Kerstin Gaedicke                                                   | 100 m T10                  | –                  | –                  | 14,01 s            | 5          | 14,21 s            | 5      |
| Daniela Salzmann                                                   | 100 m T10                  | –                  | –                  | 14,15 s            | 6          | 14,25 s            | 6      |
| Cornelia Teubner                                                   | 100 m T35                  | –                  | –                  | 15,78 s            | 1          | 15,69 s            |        |
| Simona Kegel                                                       | 100 m T36                  | –                  | –                  | –                  | –          | 16,06 s            |        |
| Daniela Liebermann                                                 | 100 m T36                  | –                  | –                  | –                  | –          | 16,88 s            | 5      |
| Britta Brockskothen                                                | 100 m T46                  | –                  | –                  | –                  | –          | 14,47 s            | 6      |
| Jessica Sachse                                                     | 100 m T46                  | –                  | –                  | –                  | –          | 12,97 s            |        |
| Annette Burger                                                     | 200 m T10                  | 30,63 s            | 3                  | nicht qualifiziert | –          | –                  | 10     |
| Daniela Salzmann                                                   | 200 m T10                  | 29,87 s            | 4                  | 29,97 s            | 4          | nicht qualifiziert | 7      |
| Kerstin Quinius                                                    | 200 m T12                  | –                  | –                  | –                  | –          | 29,68 s            | 4      |
| Cornelia Teubner                                                   | 200 m T35                  | –                  | –                  | 34,45 s            | 1          | 34,15 s            |        |
| Simona Kegel                                                       | 200 m T36                  | –                  | –                  | –                  | –          | 51,79 s            | 4      |
| Daniela Liebermann                                                 | 200 m T36                  | –                  | –                  | –                  | –          | 36,13 s            |        |
| Britta Brockskothen                                                | 200 m T46                  | –                  | –                  | 30,37 s            | 3          | 30,04 s            | 6      |
| Jessica Sachse                                                     | 200 m T46                  | –                  | –                  | 26,88 s            | 1          | 26,98 s            | 4      |
| Daniela Salzmann                                                   | 400 m T10                  | –                  | –                  | 1:08,83 min        | 3          | 1:08,63 min        | 3      |
| Kerstin Quinius                                                    | 400 m T10                  | –                  | –                  | –                  | –          | 1:03,76 min        |        |
| Kerstin Quinius                                                    | 800 m T10                  | –                  | –                  | –                  | –          | 2:30,37 min        | 2      |
| Claudia Meier                                                      | 800 m T11                  | –                  | –                  | –                  | –          | 2:16,99 min        |        |
| Anette Säger                                                       | 800 m T37                  | –                  | –                  | –                  | –          | 3:20,13 min        | 4      |
| Claudia Meier                                                      | 1500 m T11                 | –                  | –                  | 5:11,04 min        | 1          | 4:45,20 min        |        |
| Anette Säger                                                       | 1500 m T37                 | –                  | –                  | –                  | –          | 7:23,19 min        | 3      |
| Claudia Meier                                                      | 3000 m T11                 | –                  | –                  | –                  | –          | 10:11,13 min       |        |
| Kerstin Quinius, Daniela Salzmann, Claudia Meier, Kerstin Gaedicke | 4 × 100 m T10-12           | –                  | –                  | –                  | –          | 50,26 s            |        |
| Kerstin Quinius, Annette Burger, Daniela Salzmann, Claudia Meier   | 4 × 400 m T10-12           | –                  | –                  | –                  | –          | 4:20,01 min        |        |
| Lily Anggreny                                                      | 800 m Rennrollstuhl T53    | –                  | –                  | 2:01,61 min        | 1          | 2:00,73 min        | 5      |
| Lily Anggreny                                                      | 1500 m Rennrollstuhl T53   | –                  | –                  | 3:50,38 min        | 2          | 3:42,69 min        | 5      |
| Lily Anggreny                                                      | 5000 m Rennrollstuhl T53   | –                  | –                  | –                  | –          | 13:07,25 min       | 5      |
| Lily Anggreny                                                      | 10.000 m Rennrollstuhl T53 | –                  | –                  | –                  | –          | 25:36,80 min       |        |
| Annette Burger                                                     | Weitsprung F10             | –                  | –                  | –                  | –          | 4,15 s             |        |
| Kerstin Gaedicke                                                   | Weitsprung F10             | –                  | –                  | –                  | –          | 4,84 s             |        |
| Britta Brockskothen                                                | Weitsprung F46             | –                  | –                  | –                  | –          | 4,51 m             |        |
| Marieta Turteltaube                                                | Kugelstoßen F11            | –                  | –                  | –                  | –          | 8,74 m             | 7      |
| Ilona Thomas                                                       | Kugelstoßen F12            | –                  | –                  | –                  | –          | 11,16 m            |        |
| Birgit Pohl                                                        | Kugelstoßen F33            | –                  | –                  | –                  | –          | 6,79 m             |        |
| Bärbel Zielonka                                                    | Kugelstoßen F41            | –                  | –                  | –                  | –          | 7,44 m             | 5      |
| Britta Jaenicke                                                    | Kugelstoßen F46            | –                  | –                  | –                  | –          | 9,80 m             |        |
| Ellen Peick                                                        | Kugelstoßen F46            | –                  | –                  | –                  | –          | 6,20 m             | 6      |
| Marieta Turteltaube                                                | Diskuswurf F11             | –                  | –                  | –                  | –          | 24,90 m            | 8      |
| Antje Steinkamp                                                    | Diskuswurf F12             | –                  | –                  | –                  | –          | 28,76 m            | 6      |
| Ilona Thomas                                                       | Diskuswurf F12             | –                  | –                  | –                  | –          | 35,86 m            |        |
| Birgit Pohl                                                        | Diskuswurf F33             | –                  | –                  | –                  | –          | 16,46 m            |        |
| Bärbel Zielonka                                                    | Diskuswurf F41             | –                  | –                  | –                  | –          | 23,56 m            |        |
| Ellen Peick                                                        | Diskuswurf F44             | –                  | –                  | –                  | –          | 20,84 m            | 4      |
| Britta Jaenicke                                                    | Diskuswurf F46             | –                  | –                  | –                  | –          | 30,56 m            | [ 4 ]  |
| Antje Steinkamp                                                    | Speerwurf F12              | –                  | –                  | –                  | –          | 28,54 m            |        |
| Ilona Thomas                                                       | Speerwurf F12              | –                  | –                  | –                  | –          | 28,12 m            |        |
| Birgit Pohl                                                        | Speerwurf F33              | –                  | –                  | –                  | –          | 12,50 m            |        |
| Angelika Krause                                                    | Speerwurf F44              | –                  | –                  | –                  | –          | 17,22 m            | 4      |
| Ellen Peick                                                        | Speerwurf F44              | –                  | –                  | –                  | –          | 15,46 m            | 4      |
| Britta Jaenicke                                                    | Speerwurf F46              | –                  | –                  | –                  | –          | 26,86 m            |        |
| Annette Burger                                                     | Fünfkampf T/F10            | –                  | –                  | –                  | –          | 1319 Punkte        | 4      |
| Kerstin Gaedicke                                                   | Fünfkampf T/F10            | –                  | –                  | –                  | –          | 1919 Punkte        |        |
| Marianne Buggenhagen                                               | Kugelstoßen Rollstuhl F54  | –                  | –                  | –                  | –          | 8,17 m             | 1      |
| Marianne Buggenhagen                                               | Diskuswurf Rollstuhl F54   | –                  | –                  | –                  | –          | 24,80 m            | 1      |
| Marianne Buggenhagen                                               | Speerwurf Rollstuhl F54    | –                  | –                  | –                  | –          | 17,44 m            |        |
| Marianne Buggenhagen                                               | Fünfkampf Rollstuhl F56    | –                  | –                  | –                  | –          | 5707 Punkte        |        |

### Männer
| Athleten                                                         | Wettbewerb                     | Vorlauf / Vorkampf | Vorlauf / Vorkampf | Halbfinale         | Halbfinale | Finale             | Finale |
| Athleten                                                         | Wettbewerb                     | Zeit / Weite       | Rang               | Zeit / Weite       | Rang       | Zeit / Weite       | Rang   |
| ---------------------------------------------------------------- | ------------------------------ | ------------------ | ------------------ | ------------------ | ---------- | ------------------ | ------ |
| Ingo Geffers                                                     | 100 m T11                      | 12,14 s            | 2                  | 11,92 s            | 3          | nicht qualifiziert | 6      |
| Uwe Mehlmann                                                     | 100 m T12                      | –                  | –                  | 11,50 s            | 1          | 11,42 s            |        |
| Ulrich Striegel                                                  | 100 m T12                      | –                  | –                  | 12,32 s            | 5          | nicht qualifiziert | 15     |
| Peter Haber                                                      | 100 m T36                      | –                  | –                  | 12,35 s            | 1          | 12,51 s            |        |
| Jens Wiegmann                                                    | 100 m T36                      | –                  | –                  | 12,98 s            | 3          | 13,17 s            | 8      |
| Gunther Belitz                                                   | 100 m T42                      | –                  | –                  | 15,95 s            | 2          | 15,48 s            |        |
| Thorsten Juchem                                                  | 100 m T42                      | –                  | –                  | 19,06 s            | 4          | nicht qualifiziert | 9      |
| Lothar Overesch                                                  | 100 m T42                      | –                  | –                  | 15,66 s            | 1          | 15,40 s            |        |
| Martin Horn                                                      | 100 m T44                      | –                  | –                  | 13,78 s            | 7          | nicht qualifiziert | 11     |
| Reinhold Bötzel                                                  | 100 m T46                      | –                  | –                  | 12,72 s            | 4          | nicht qualifiziert | 11     |
| Gerd Franzka                                                     | 200 m T10                      | 24,74 s            | 1                  | 24,39 s            | 2          | nicht qualifiziert | 5      |
| Holger Geffers                                                   | 200 m T11                      | 24,19 s            | 1                  | 24,15 s            | 3          | nicht qualifiziert | 9      |
| Ingo Geffers                                                     | 200 m T11                      | 24,03 s            | 2                  | 23,67 s            | 2          | 23,63 s            | 4      |
| Uwe Mehlmann                                                     | 200 m T12                      | –                  | –                  | 23,11 s            | 1          | 22,97 s            |        |
| Matthias Kling                                                   | 200 m T20                      | –                  | –                  | 25,04 s            | 4          | 24,83 s            | 5      |
| Peter Haber                                                      | 200 m T36                      | –                  | –                  | 27,70 s            | 2          | 25,60 s            |        |
| Jens Wiegmann                                                    | 200 m T36                      | –                  | –                  | 26,52 s            | 3          | 26,70 s            | 6      |
| Lothar Overesch                                                  | 200 m T42                      | –                  | –                  | –                  | –          | 32,02 s            |        |
| Gerd Franzka                                                     | 400 m T10                      | –                  | –                  | 54,25 s            | 2          | 53,38 s            |        |
| Holger Geffers                                                   | 400 m T11                      | –                  | –                  | 53,53 s            | 2          | 54,88 s            | 4      |
| Ingo Geffers                                                     | 400 m T11                      | –                  | –                  | 51,83 s            | 2          | 53,38 s            |        |
| Rainer Schliermann                                               | 800 m T11                      | –                  | –                  | 2:03,15 min        | 1          | 2:03,40 min        | 5      |
| Gerd Franzka                                                     | 1500 m T10                     | –                  | –                  | –                  | –          | 4:15,07 min        |        |
| Thomas Van Kempen                                                | 1500 m T37                     | –                  | –                  | 4:56,61 min        | 5          | 4:55,22 min        | 8      |
| Hans Brunbauer                                                   | 5000 m T46                     | –                  | –                  | –                  | –          | 18:05,19 min       | 8      |
| Martin Lügger                                                    | 5000 m T46                     | –                  | –                  | –                  | –          | 18:39,61 min       | 9      |
| Klaus Meyer                                                      | 10.000 m T10                   | –                  | –                  | –                  | –          | DNF                | –      |
| Hans Brunbauer                                                   | 10.000 m T46                   | –                  | –                  | –                  | –          | 41:45,11 min       | 7      |
| Siegmund Hegeholz, Uwe Mehlmann, Ingo Geffers, Gerd Franzka      | 4 × 100 m T10-12               | –                  | –                  | 44,87 s            | 2          | 43,44 s            |        |
| Martin Horn, Florian Böhl, Lothar Overesch, Reinhold Bötzel      | 4 × 100 m Stab T42-46          | –                  | –                  | –                  | –          | 50,77 s            | 4      |
| Holger Geffers, Gerd Franzka, Rainer Schliermann, Thomas Validis | 4 × 400 m T10-12               | –                  | –                  | 3:35,36 min        | 1          | 3:35,36 min        |        |
| Rolf Zeyer                                                       | 100 m Rennrollstuhl T51        | –                  | –                  | 21,09 s            | 5          | nicht qualifiziert | 11     |
| Wolfgang Petersen                                                | 100 m Rennrollstuhl T52        | –                  | –                  | 16,27 s            | 2          | 16,00 s            | 4      |
| Joachim Ritter                                                   | 100 m Rennrollstuhl T52        | –                  | –                  | 17,65 s            | 6          | nicht qualifiziert | 15     |
| Max Weber                                                        | 100 m Rennrollstuhl T52        | –                  | –                  | 17,29 s            | 5          | nicht qualifiziert | 12     |
| Robert Figl                                                      | 100 m Rennrollstuhl T53        | –                  | –                  | 15,20 s            | 1          | 15,27 s            |        |
| Rolf Zeyher                                                      | 200 m Rennrollstuhl T51        | –                  | –                  | 38,27 s            | 5          | nicht qualifiziert | 13     |
| Wolfgang Petersen                                                | 200 m Rennrollstuhl T52        | 28,78 s            | 2                  | 28,68 s            | 2          | 28,56 s            | 4      |
| Joachim Ritter                                                   | 200 m Rennrollstuhl T52        | 31,46 s            | 4                  | nicht qualifiziert | –          | –                  | 18     |
| Max Weber                                                        | 200 m Rennrollstuhl T52        | 30,55 s            | 4                  | 30,39 s            | 6          | nicht qualifiziert | 10     |
| Robert Figl                                                      | 200 m Rennrollstuhl T53        | 27,23 s            | 2                  | 27,47 s            | 3          | 27,53 s            | 5      |
| Steffen Woischnik                                                | 200 m Rennrollstuhl T53        | 29,71 s            | 4                  | nicht qualifiziert | –          | –                  | 17     |
| Heinrich Köberle                                                 | 400 m Rennrollstuhl T50        | –                  | –                  | –                  | –          | 1:34,34 min        | 6      |
| Rainer Pilz                                                      | 400 m Rennrollstuhl T51        | –                  | –                  | 1:11,45 min        | 4          | nicht qualifiziert | 10     |
| Wolfgang Petersen                                                | 400 m Rennrollstuhl T52        | 53,67 s            | 1                  | 54,46 s            | 1          | 54,52 s            |        |
| Markus Pilz                                                      | 400 m Rennrollstuhl T52        | 54,55 s            | 1                  | 53,96 s            | 1          | 53,02 s            |        |
| Winfried Sigg                                                    | 400 m Rennrollstuhl T52        | 55,29 s            | 1                  | 56,42 s            | 4          | 54,96 s            | 6      |
| Robert Figl                                                      | 400 m Rennrollstuhl T53        | 52,54 s            | 1                  | 52,73 s            | 2          | 52,54 s            | 6      |
| Steffen Woischnik                                                | 400 m Rennrollstuhl T53        | 53,57 s            | 3                  | 55,02 s            | 5          | nicht qualifiziert | 11     |
| Heinrich Köberle                                                 | 800 m Rennrollstuhl T50        | –                  | –                  | –                  | –          | 3:10,33 min        | 5      |
| Drazen Boric                                                     | 800 m Rennrollstuhl T52        | –                  | –                  | 1:49,97 min        | 4          | 1:50,99 min        | 8      |
| Friedhelm Müller                                                 | 800 m Rennrollstuhl T52        | –                  | –                  | 1:49,94 min        | 3          | 1:46,89 min        |        |
| Winfried Sigg                                                    | 800 m Rennrollstuhl T52        | –                  | –                  | 1:47,74 min        | 1          | 1:47,51 min        | 5      |
| Heinrich Köberle                                                 | 1500 m Rennrollstuhl T50       | –                  | –                  | –                  | –          | 5:33,61 min        |        |
| Rainer Pilz                                                      | 1500 m Rennrollstuhl T51       | 4:29,04 min        | 3                  | 4:29,67 min        | 5          | 3:21,74 min        | 7      |
| Friedhelm Müller                                                 | 1500 m Rennrollstuhl T53       | 3:20,15 min        | 5                  | 3:23,64 min        | 3          | 3:22,10 min        | 9      |
| Markus Pilz                                                      | 1500 m Rennrollstuhl T53       | 3:29,18 min        | 1                  | 3:13,36 min        | 2          | 3:21,74 min        | 7      |
| Winfried Sigg                                                    | 1500 m Rennrollstuhl T53       | DNF                | –                  | –                  | –          | –                  | –      |
| Heinrich Köberle                                                 | 5000 m Rennrollstuhl T50       | –                  | –                  | –                  | –          | 19:23,85 min       | 4      |
| Rainer Pilz                                                      | 5000 m Rennrollstuhl T51       | –                  | –                  | –                  | –          | 15:00,64 min       |        |
| Friedhelm Müller                                                 | 5000 m Rennrollstuhl T53       | 11:37,51 min       | 7                  | –                  | –          | nicht qualifiziert | 19     |
| Markus Pilz                                                      | 5000 m Rennrollstuhl T53       | 11:05,15 min       | 2                  | –                  | –          | 11:14,34 min       | 5      |
| Winfried Sigg                                                    | 5000 m Rennrollstuhl T53       | 11:34,74 min       | 1                  | –                  | –          | 11:15,06 min       | 9      |
| Heinrich Köberle                                                 | 10.000 m Rennrollstuhl T50     | –                  | –                  | –                  | –          | 41:46,73 min       |        |
| Rainer Pilz                                                      | 10.000 m Rennrollstuhl T51     | –                  | –                  | –                  | –          | 30:18,59 min       |        |
| Friedhelm Müller                                                 | 10.000 m Rennrollstuhl T53     | –                  | –                  | 23:22,80 min       | 3          | DNF                | –      |
| Markus Pilz                                                      | 10.000 m Rennrollstuhl T53     | –                  | –                  | 23:10,03 min       | 1          | 24:15,06 min       | 9      |
| Winfried Sigg                                                    | 10.000 m Rennrollstuhl T53     | –                  | –                  | 23:32,37 min       | 1          | 23:58,91 min       | 6      |
| Robert Figl, Winfried Sigg, Wolfgang Petersen, Markus Pilz       | 4 × 100 m Rennrollstuhl T52/53 | –                  | –                  | 57,82 s            | 2          | 55,36 s            |        |
| Olaf Mehlmann                                                    | Hochsprung F12                 | –                  | –                  | –                  | –          | 1,97 m             |        |
| Gunther Belitz                                                   | Hochsprung F42                 | –                  | –                  | –                  | –          | 1,78 m             |        |
| Detlef Eckert                                                    | Hochsprung F42                 | –                  | –                  | –                  | –          | 1,70 m             | 4      |
| Jürgen Kern                                                      | Hochsprung F42                 | –                  | –                  | –                  | –          | 1,75 m             |        |
| Olaf Mehlmann                                                    | Weitsprung F12                 | –                  | –                  | –                  | –          | 6,98 m             |        |
| Uwe Mehlmann                                                     | Weitsprung F12                 | –                  | –                  | –                  | –          | 6,47 m             | 5      |
| Ulrich Striegel                                                  | Weitsprung F12                 | –                  | –                  | –                  | –          | 6,30 m             | 7      |
| Matthias Kling                                                   | Weitsprung F20                 | –                  | –                  | –                  | –          | 5,53 m             | 7      |
| Jens Wiegmann                                                    | Weitsprung F37                 | –                  | –                  | –                  | –          | 5,17 m             |        |
| Gunther Belitz                                                   | Weitsprung F42                 | –                  | –                  | –                  | –          | 4,78 m             |        |
| Lothar Overesch                                                  | Weitsprung F42                 | –                  | –                  | –                  | –          | 4,30 m             |        |
| Reinhold Bötzel                                                  | Weitsprung F46                 | –                  | –                  | –                  | –          | 5,62 m             | 7      |
| Ulrich Striegel                                                  | Dreisprung F12                 | –                  | –                  | –                  | –          | 13,20 m            | 4      |
| Florian Böhl                                                     | Dreisprung F46                 | –                  | –                  | –                  | –          | 12,89 m            |        |
| Siegmund Hegeholz                                                | Kugelstoßen F11                | –                  | –                  | –                  | –          | 11,96 m            | 4      |
| Andreas Müller                                                   | Kugelstoßen F33                | –                  | –                  | –                  | –          | 7,64 m             |        |
| Steffen Wiebke                                                   | Kugelstoßen F33                | –                  | –                  | –                  | –          | 7,15 m             |        |
| Hans-Georg Bohlander                                             | Kugelstoßen F35                | –                  | –                  | –                  | –          | 11,05 m            |        |
| Dirk Rodenberg                                                   | Kugelstoßen F35                | –                  | –                  | –                  | –          | 9,99 m             | 4      |
| Mirko Kuhlmey                                                    | Kugelstoßen F36                | –                  | –                  | –                  | –          | 8,18 m             | 10     |
| Detlef Eckert                                                    | Kugelstoßen F42                | –                  | –                  | –                  | –          | 11,45 m            |        |
| Jörg Frischmann                                                  | Kugelstoßen F44                | –                  | –                  | –                  | –          | 12,63 m            | 6      |
| Klaus Kulla                                                      | Kugelstoßen F44                | –                  | –                  | –                  | –          | 10,18 m            | 16     |
| Dirk Mimberg                                                     | Kugelstoßen F44                | –                  | –                  | –                  | –          | 12,71 m            | 5      |
| Siegmund Turteltaube                                             | Diskuswurf F10                 | –                  | –                  | –                  | –          | 34,68 m            |        |
| Siegmund Hegeholz                                                | Diskuswurf F11                 | –                  | –                  | –                  | –          | 36,90 m            |        |
| Andreas Müller                                                   | Diskuswurf F33                 | –                  | –                  | –                  | –          | 26,16 m            |        |
| Steffen Wiebke                                                   | Diskuswurf F33                 | –                  | –                  | –                  | –          | 17,92 m            | 4      |
| Hans-Georg Bohlander                                             | Diskuswurf F35                 | –                  | –                  | –                  | –          | 24,16 m            | 5      |
| Dirk Rodenberg                                                   | Diskuswurf F35                 | –                  | –                  | –                  | –          | 26,14 m            | 4      |
| Mirko Kuhlmey                                                    | Diskuswurf F36                 | –                  | –                  | –                  | –          | 31,64 m            | 5      |
| Lothar Hesse                                                     | Diskuswurf F36                 | –                  | –                  | –                  | –          | 26,32 m            | 13     |
| Horst Beyer                                                      | Diskuswurf F42                 | –                  | –                  | –                  | –          | 37,08 m            |        |
| Thorsten Juchem                                                  | Diskuswurf F42                 | –                  | –                  | –                  | –          | 25,94 m            | 6      |
| Klaus Kulla                                                      | Diskuswurf F44                 | –                  | –                  | –                  | –          | 39,80 m            | 6      |
| Siegemund Hegeholz                                               | Speerwurf F11                  | –                  | –                  | –                  | –          | 50,36 m            |        |
| Thomas Validis                                                   | Speerwurf F12                  | –                  | –                  | –                  | –          | 26,76 m            | 7      |
| Andreas Müller                                                   | Speerwurf F33                  | –                  | –                  | –                  | –          | 27,96 m            |        |
| Steffen Wiebke                                                   | Speerwurf F33                  | –                  | –                  | –                  | –          | 18,30 m            |        |
| Hans-Georg Bohlander                                             | Speerwurf F35                  | –                  | –                  | –                  | –          | 22,74 m            | 6      |
| Dirk Rodenberg                                                   | Speerwurf F35                  | –                  | –                  | –                  | –          | 27,88 m            |        |
| Sven Conrad                                                      | Speerwurf F36                  | –                  | –                  | –                  | –          | 35,32 m            | 5      |
| Lothar Hesse                                                     | Speerwurf F36                  | –                  | –                  | –                  | –          | 34,44 m            | 6      |
| Jörg Frischmann                                                  | Speerwurf F44                  | –                  | –                  | –                  | –          | 39,82 m            | 6      |
| Dirk Mimberg                                                     | Speerwurf F44                  | –                  | –                  | –                  | –          | 49,02 m            |        |
| Jörg Schiedeck                                                   | Speerwurf F46                  | –                  | –                  | –                  | –          | 49,04 m            |        |
| Hans-Georg Bohlander                                             | Keulenwurf F35                 | –                  | –                  | –                  | –          | 40,56 m            | 4      |
| Dirk Rodenberg                                                   | Keulenwurf F35                 | –                  | –                  | –                  | –          | 49,42 m            |        |
| Thomas Validis                                                   | Fünfkampf T/F12                | –                  | –                  | –                  | –          | 2439 Punkte        | 6      |
| Horst Beyer                                                      | Fünfkampf F42                  | –                  | –                  | –                  | –          | 3477,30 Punkte     |        |
| Detlef Eckert                                                    | Fünfkampf F42                  | –                  | –                  | –                  | –          | 3073,03 Punkte     |        |
| Reinhard Berner                                                  | Kugelstoßen Rollstuhl F53      | –                  | –                  | –                  | –          | 6,79 m             | 7      |
| Hubertus Brauner                                                 | Kugelstoßen Rollstuhl F53      | –                  | –                  | –                  | –          | 8,31 m             |        |
| Rolf Zeyher                                                      | Kugelstoßen Rollstuhl F53      | –                  | –                  | –                  | –          | 4,57 m             | 16     |
| Reinhard Berner                                                  | Diskuswurf Rollstuhl F53       | –                  | –                  | –                  | –          | 18,76 m            | 13     |
| Hubertus Brauner                                                 | Diskuswurf Rollstuhl F53       | –                  | –                  | –                  | –          | 22,42 m            |        |
| Reinhard Berner                                                  | Speerwurf Rollstuhl F53        | –                  | –                  | –                  | –          | 18,64 m            | 10     |
| Hubertus Brauner                                                 | Speerwurf Rollstuhl F53        | –                  | –                  | –                  | –          | 19,08 m            | 9      |
| Rolf Zeyher                                                      | Speerwurf Rollstuhl F53        | –                  | –                  | –                  | –          | 10,08 m            | 16     |
| Reinhard Berner                                                  | Fünfkampf Rollstuhl F53        | –                  | –                  | –                  | –          | 4326 Punkte        |        |